# Grigori Georgijewitsch Kossych
Grigori Georgijewitsch Kossych (russisch Григорий Георгиевич Косых; * 9. Februar 1934 in Oral, Kasachische SSR; † 23. Februar 2012 in Moskau) war ein sowjetischer Sportschütze.

## Erfolge
Grigori Kossych nahm an drei Olympischen Spielen im Wettbewerb mit der Freien Pistole teil. Bei den Olympischen Spielen 1968 erzielte er in Mexiko-Stadt 562 Punkte und platzierte sich gemeinsam mit Heinz Mertel an der Spitze der Konkurrenz. Im Stechen gelangen Kossych die vollen 30 möglichen Punkte, Mertel kam lediglich auf 26 Punkte. Damit wurde Kossych vor Mertel und Harald Vollmar Olympiasieger. 1972 in München belegte er mit 555 Punkten den achten Platz, vier Jahre darauf wurde er in Montreal mit 559 Punkten Siebter.
Bei Weltmeisterschaften sicherte sich Kossych sieben Titelgewinne: in der Mannschaftskonkurrenz mit der Freien Pistole wurde er 1962 in Kairo, 1966 in Wiesbaden, 1970 in Phoenix und 1974 in Thun Weltmeister. 1970 und 1974 war er zudem mit der Luftpistolen-Mannschaft erfolgreich und gewann 1974 mit der Luftpistole seinen einzigen Titel im Einzel. Darüber hinaus belegte er 1970 mit der Großkaliberpistole in der Mannschaftskonkurrenz den dritten Platz. Mit der Freien Pistole wurde er 1965 in Bukarest und 1969 in Pilsen Europameister im Einzel, wie auch 1973 in Linz mit der Luftpistole. Insgesamt 18 Titel gewann Kossych bei sowjetischen Meisterschaften, davon fünf in Einzelkonkurrenzen. Er beendete 1981 seine Karriere und arbeitete im Anschluss als Schießsporttrainer in Moskau.